# Yoon Bo-ra
Yoon Bo-ra (hangul: 윤보라), även känd under artistnamnet Bora, född 30 december 1989 i Seoul, är en sydkoreansk sångerska och skådespelare.
Hon var tidigare medlem i den sydkoreanska tjejgruppen Sistar från gruppens debut 2010 till upplösningen 2017, samt i undergruppen Sistar19 från 2011.

## Diskografi

### Album
| Datum       | Albumtitel                 | Topplacering          |
| Datum       | Albumtitel                 | Sydkorea (Gaon Chart) |
| Sistar      | Sistar                     | Sistar                |
| ----------- | -------------------------- | --------------------- |
| 9 aug 2011  | So Cool                    | 11                    |
| 12 apr 2012 | Alone                      | 3                     |
| 28 jun 2012 | Loving U                   | 11                    |
| 11 jun 2013 | Give It to Me              | 5                     |
| 21 jul 2014 | Touch N Move               | 2                     |
| 26 aug 2014 | Sweet & Sour               | 4                     |
| 22 jun 2015 | Shake It                   | 3                     |
| 21 jun 2016 | Insane Love                | 3                     |
| Sistar19    |                            |                       |
| 31 jan 2013 | Gone Not Around Any Longer | 2                     |

## Filmografi

### TV-drama
| År   | Titel           | Kanal         | Roll        |
| ---- | --------------- | ------------- | ----------- |
| 2012 | Shut Up Family  | KBS2          | cameoroll   |
| 2014 | Doctor Stranger | SBS           | Lee Changyi |
| 2015 | Flatterer       | Naver TV Cast | Bong Hee    |
| 2015 | High-End Crush  | Sohu TV       | Min Joo     |